# Équipe d'Italie espoirs de football
Maillots
L'équipe d'Italie espoirs de football est constituée par une sélection des meilleurs joueurs italiens de moins de 23 ans sous l'égide de la Fédération d'Italie de football. L'âge maximal pour jouer en espoirs est de 21 ans l'année du début des phases éliminatoires d'un championnat d'Europe.

## Palmarès
- Championnat d'Europe espoirs : 
  - Champion : 1992, 1994, 1996, 2000, 2004
  - Vice-champion : 1986, 2013

- Jeux olympiques :
  - Médaille de bronze en 2004 à Athènes

- Tournoi de Toulon : 
  - Vainqueur : 2008
  - Finaliste : 2002 et 2003
  - Troisième : 1975 et 2011 et 2024

### Parcours en Championnat d'Europe espoir
- 1986 :   Finale
- 1988 : Quart de finale
- 1990 : Demi-finale
- 1992 :  Vainqueur
- 1994 :  Vainqueur
- 1996 :  Vainqueur
- 1998 : Phase éliminatoire
- 2000 :  Vainqueur
- 2002 : Demi-finale
- 2004 :  Vainqueur
- 2006 : 1er tour
- 2007 : 1er tour
- 2009 : Demi-finale
- 2011 : Phase éliminatoire
- 2013 :   Finale
- 2015 : 1er tour
- 2017 : Demi-finale
- 2019 : 1er tour
- 2021 : Quarts de finale
- 2023 : 1er tour
- 2025 : Quarts de finale

## Les sélectionneurs
- Azeglio Vicini 1976-1986
- Cesare Maldini 1986-1996
- Rossano Giampaglia 1996-1998
- Marco Tardelli 1997-2000
- Claudio Gentile 2000-2006
- Pierluigi Casiraghi 2006-2010
- Ciro Ferrara 2010-2012
- Devis Mangia 2012-2013
- Luigi Di Biagio 2013-2019
- Paolo Nicolato 2019-2023
- Carmine Nunziata (2023-)

## Records

### Sélections
| Rang | Joueur            | Sélections |
| ---- | ----------------- | ---------- |
| 1    | Andrea Pirlo      | 46         |
| 2    | Francesco Bardi   | 37         |
| 3    | Matteo Brighi     | 35         |
| 4    | Daniele Bonera    | 34         |
| 5    | Matteo Ferrari    | 33         |
| 6    | Alessandro Rosina | 31         |
| 6    | Marco Motta       | 31         |
| 6    | Marco Donadel     | 31         |
| 6    | Luca Caldirola    | 31         |
| 10   | Luca Marrone      | 30         |
| 10   | Alberto Gilardino | 30         |

### Buteurs
| Rang | Joueur              | Buts |
| ---- | ------------------- | ---- |
| 1    | Alberto Gilardino   | 19   |
| 2    | Andrea Pirlo        | 16   |
| 3    | Manolo Gabbiadini   | 12   |
| 4    | Gianluca Vialli     | 11   |
| 4    | Massimo Maccarone   | 11   |
| 6    | Robert Acquafresca  | 10   |
| 6    | Christian Vieri     | 10   |
| 6    | Cristiano Lucarelli | 10   |